# Еберштайн

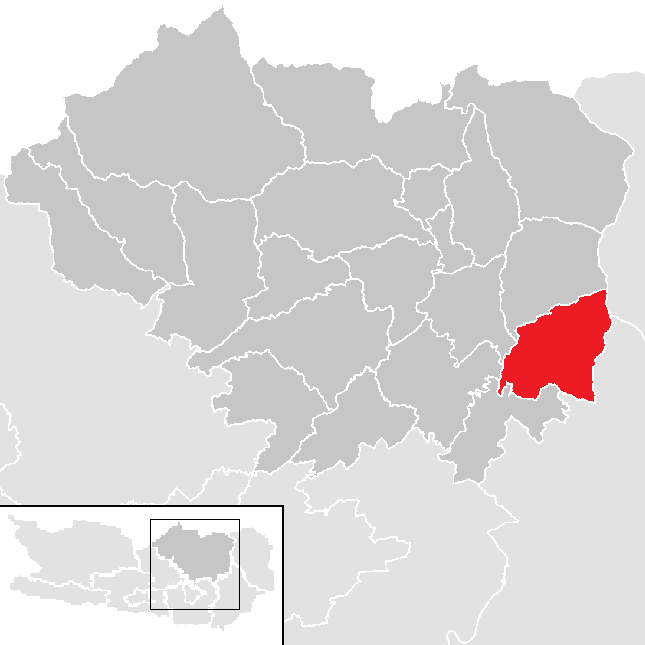
20504 —Еберштайн

Еберштайн (нім. Eberstein) — ярмаркова громада в федеральній землі Каринтія (Австрія). Громада розташована в політичному окрузі Санкт-Файт-ан-дер-Глан.

## Фотогалерея

Деякі населені пункти громади Гюттенберг
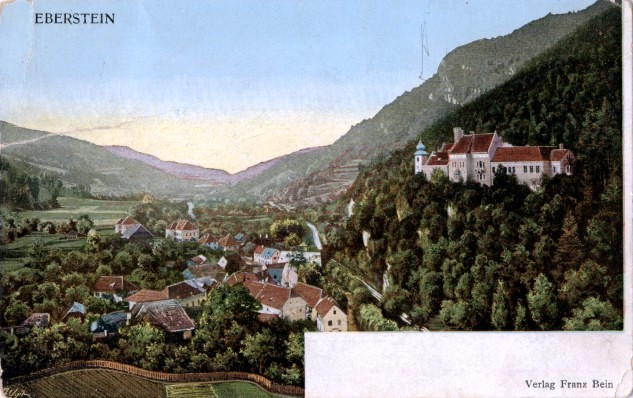
Еберштейн близько 1900 р.(північ)
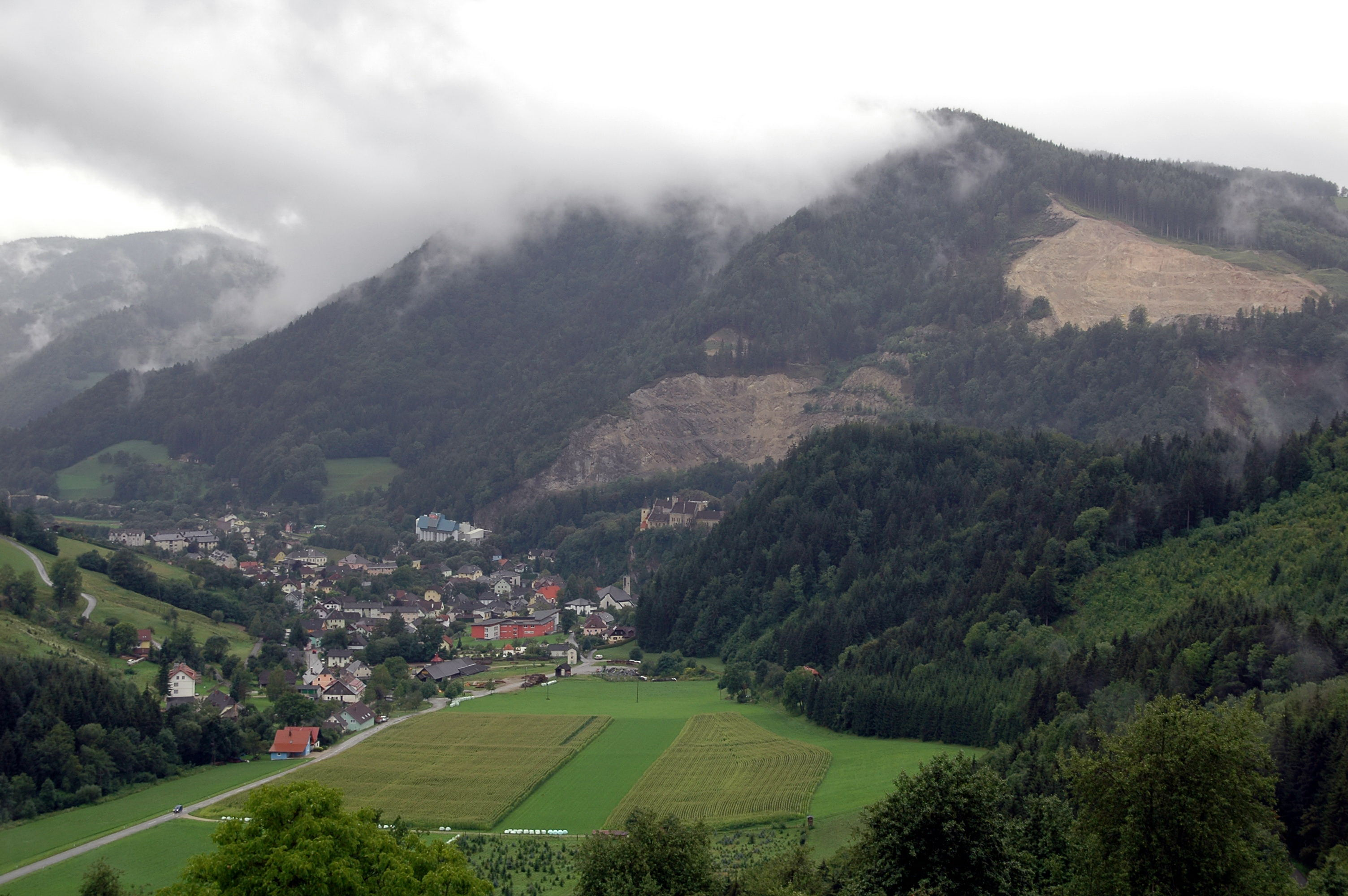
Доломітові розробки в Еберштайн
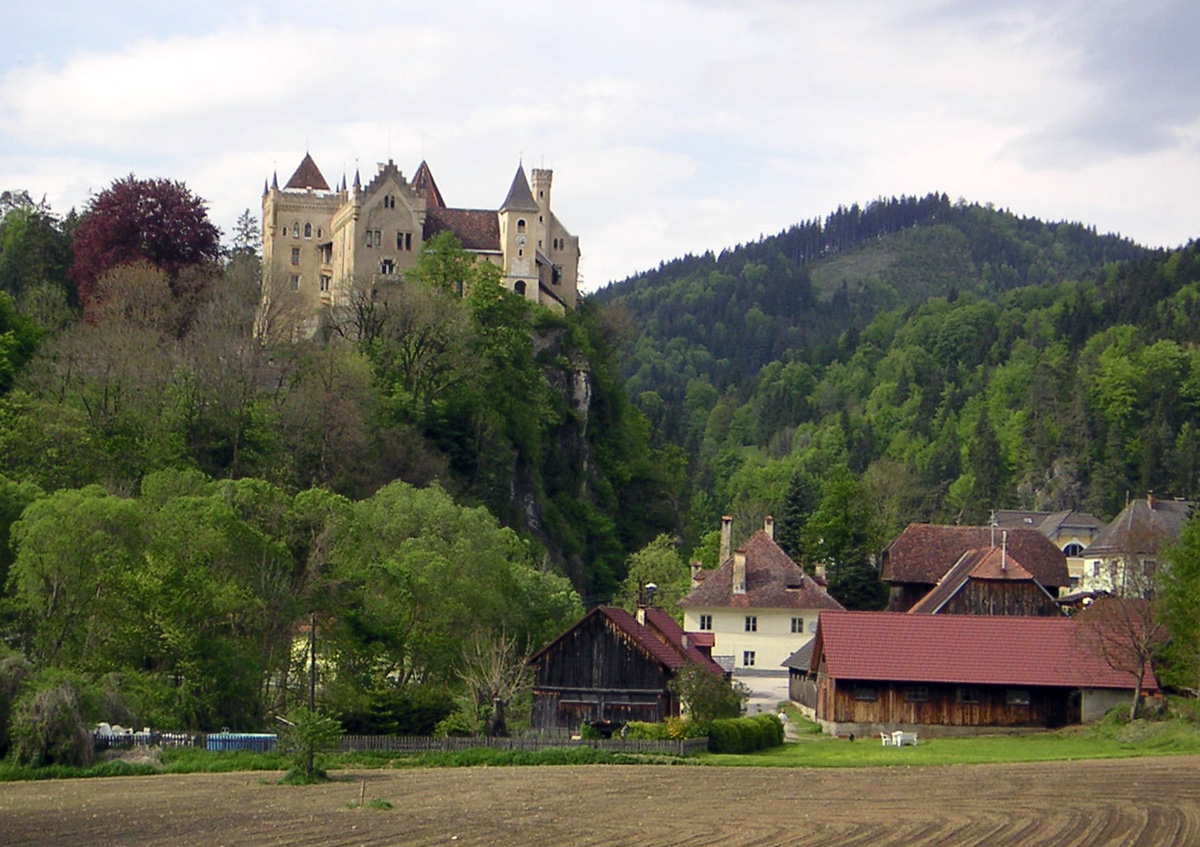
Замок Еберштайн
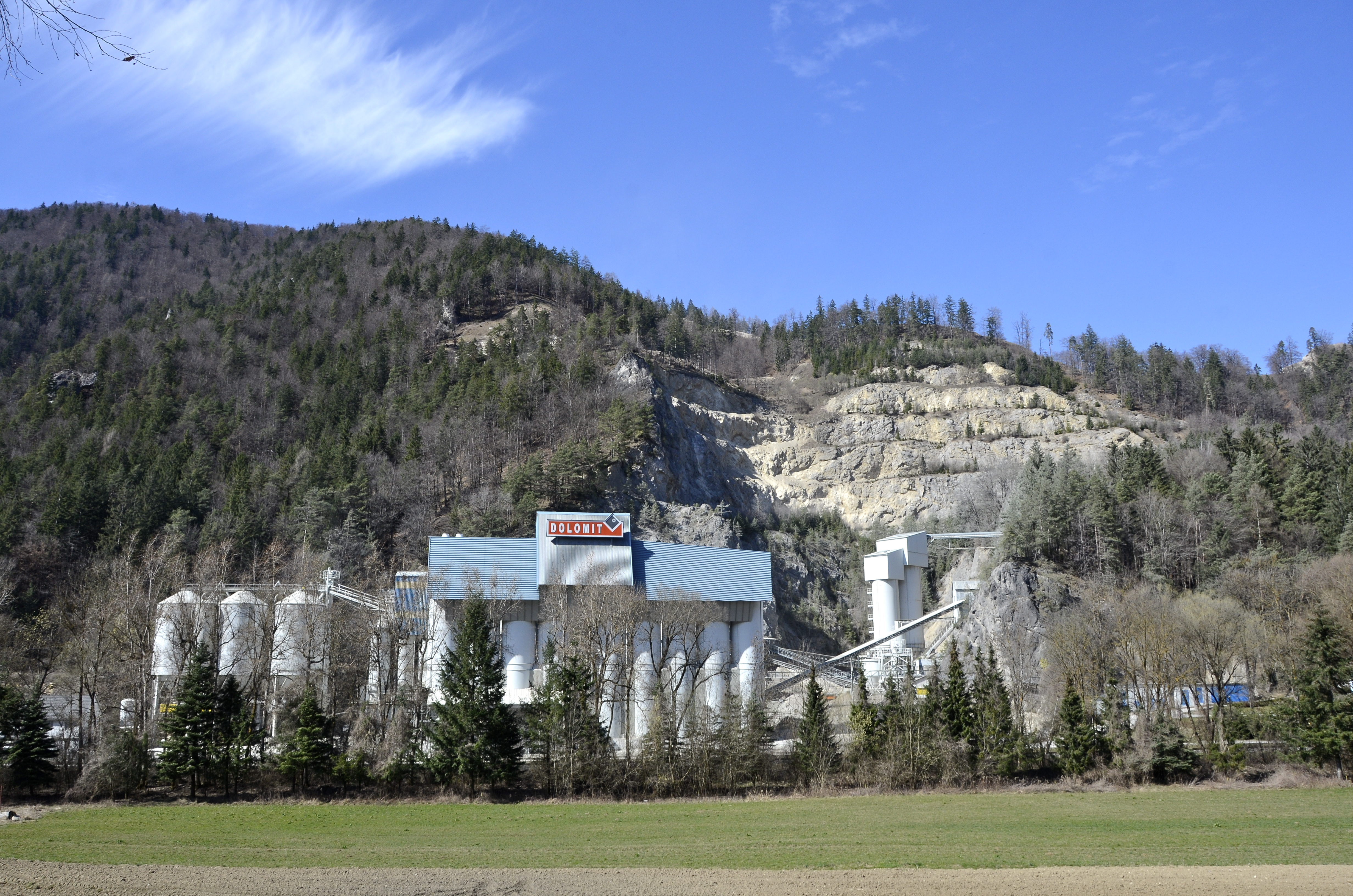
Доломитовий рудник (Еберштайн)
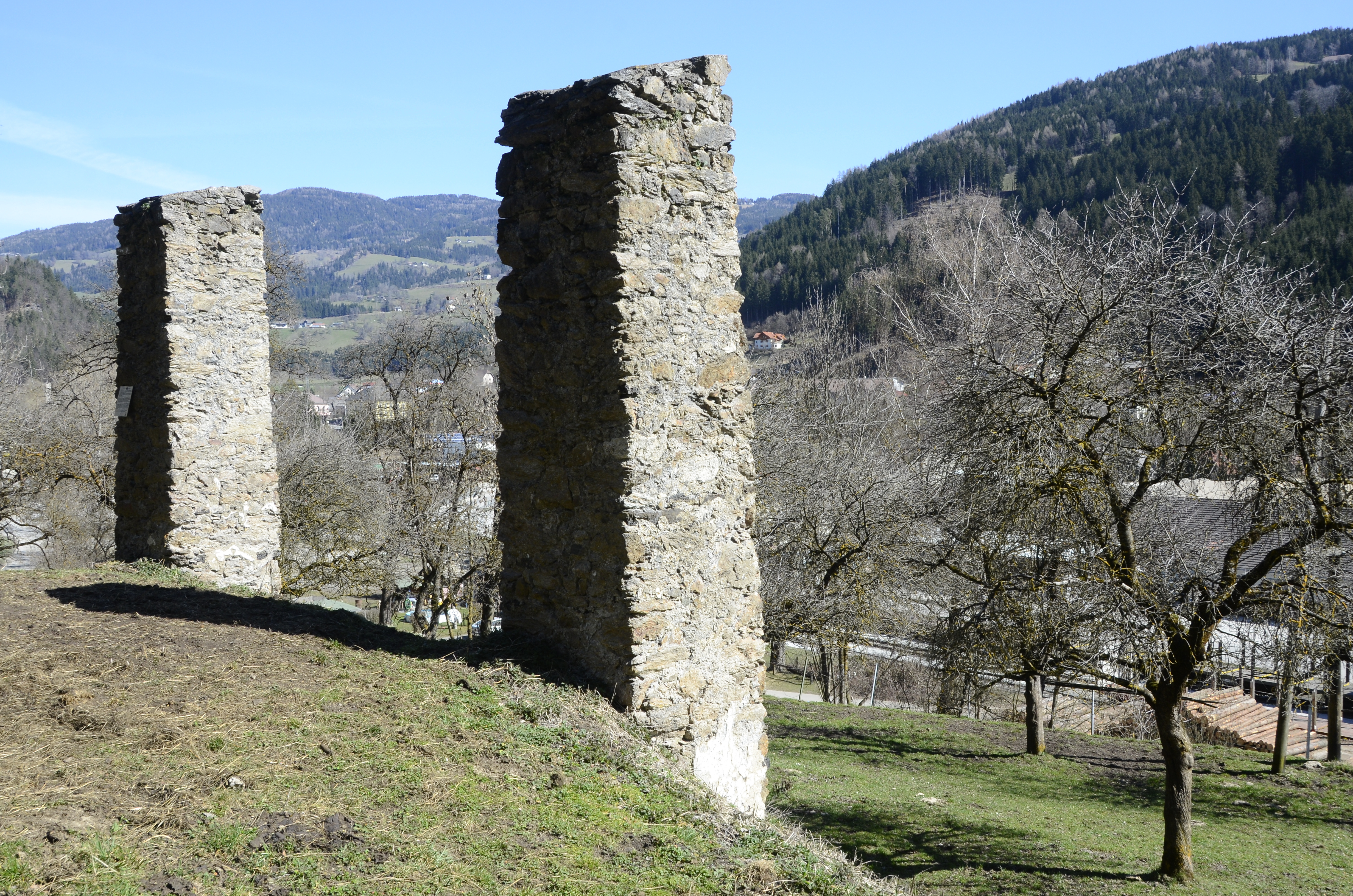
Колишня шибениця в Гучене
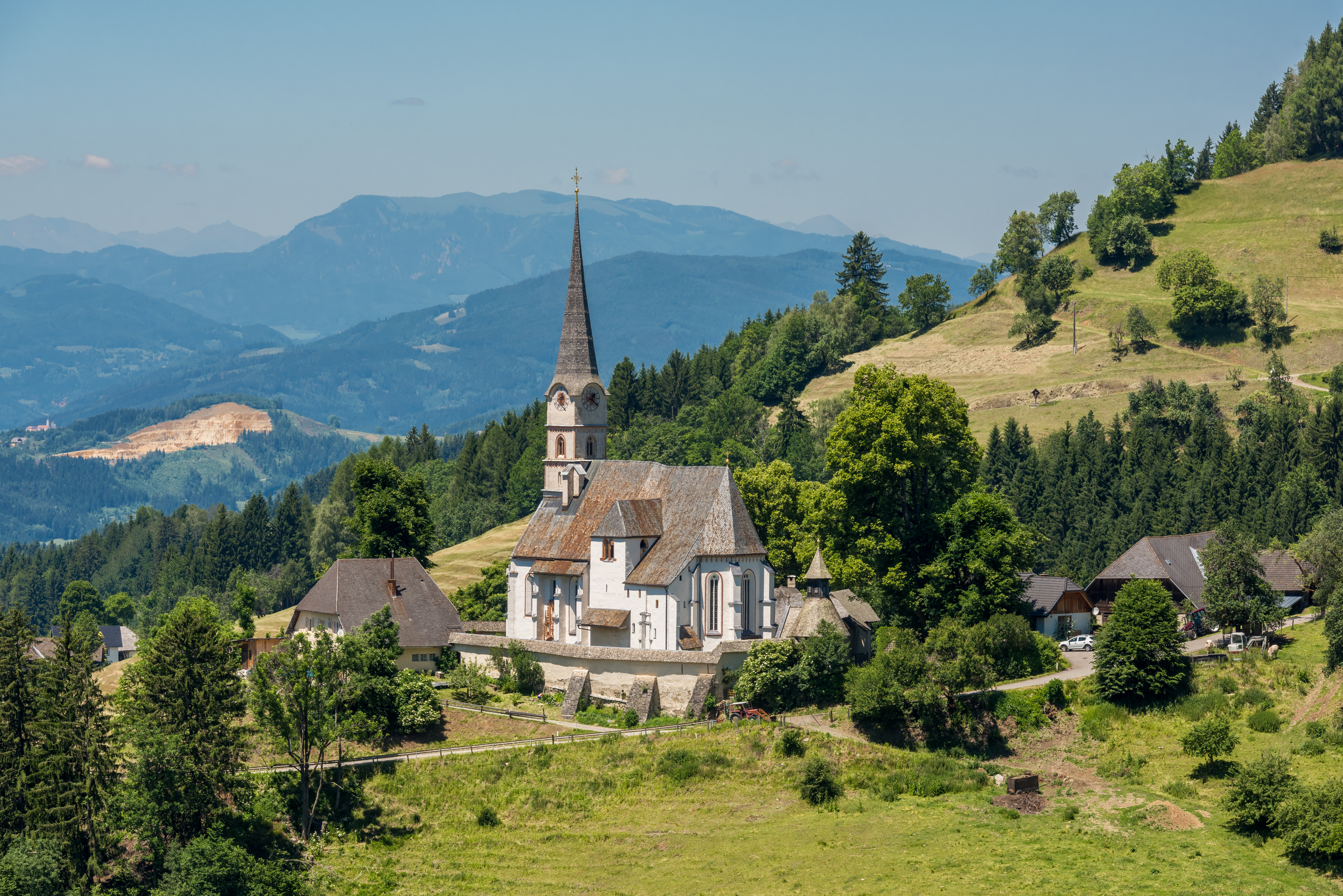
Приход і паломницька церква Богородиці в Гохфайстріце
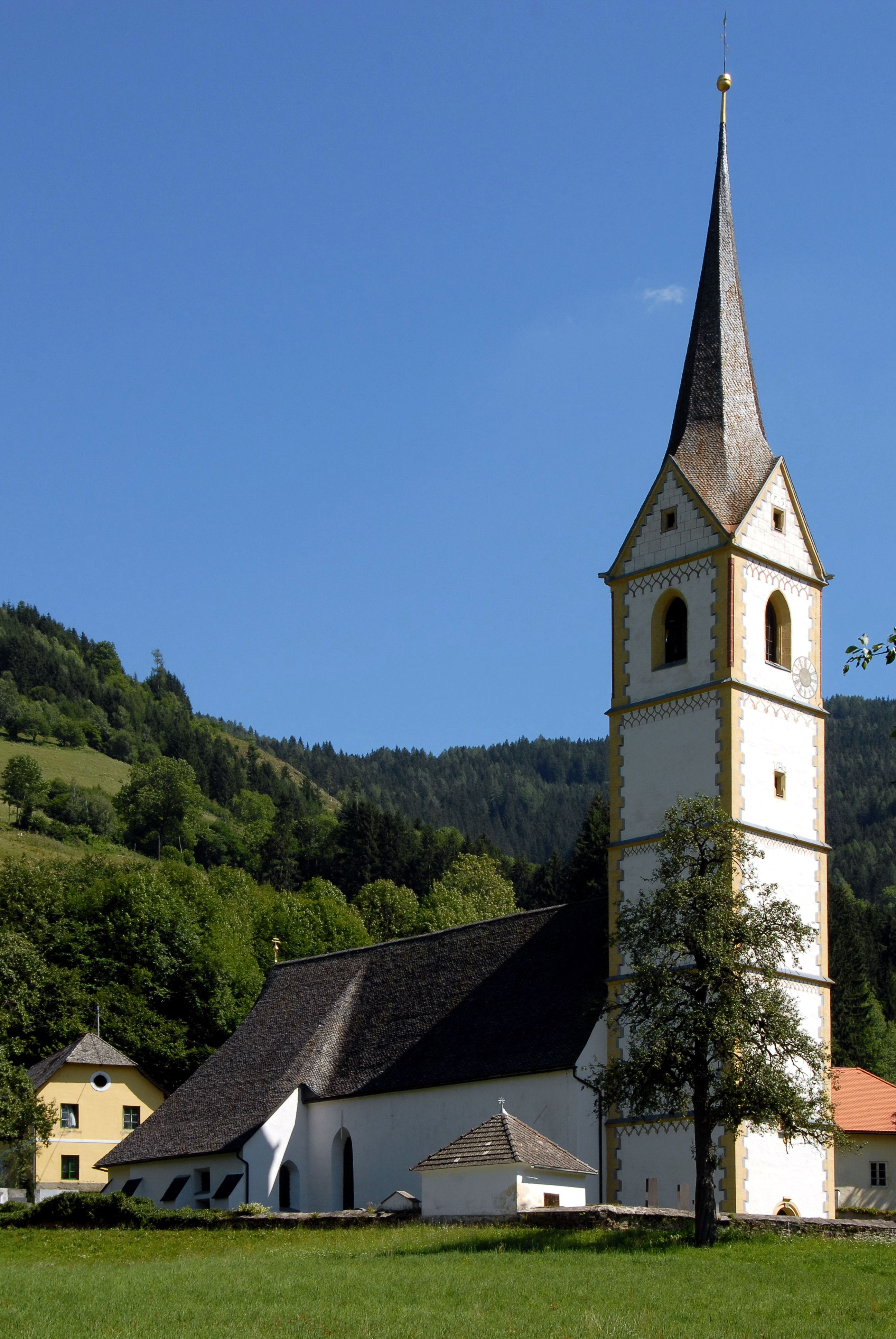
Приходська церква Св. Вальбурга в Санкт-Вальбургені

## Виноски
- Офіційна сторінка [Архівовано 24 лютого 2007 у Wayback Machine.](нім.)